# Guido Grimoldi
Guido Grimoldi, o dei Grimoldi, detto anche Guidone (Cavallasca, ... – Como, 27 agosto 1125), è stato un vescovo cattolico italiano.
Dal 1096 fino alla sua morte sedette sulla cattedra di Como. Fu chiamato il Vescovo buono.

## Biografia
Di Guido Grimoldi nulla ci è pervenuto prima della sua elevazione a vescovo, avvenuta canonicamente nel 1096 alla morte di Artuico, quando era arciprete di Sant'Abbondio, all'epoca la chiesa cattedrale di Como.
La sua elezione avvenne in risposta a quella, avvenuta poco tempo prima, di Landolfo da Carcano, milanese ed esponente di una famiglia di origine longobarda attestata almeno dal 970. Era stato l'imperatore Enrico IV a designarlo, facendolo consacrare dal patriarca Ulrico, malgrado l'opposizione del clero e del popolo comasco, che rivendicavano il diritto di eleggere da sé il proprio vescovo.
Il provvedimento risultò tanto più inviso ai comaschi, in quanto si seppe che Landolfo aveva sostanzialmente comprato la dignità vescovile; le ostilità giunsero al punto che i cittadini negarono a Landolfo l'ingresso in Como, costringendolo a rifugiarsi nel castello vescovile di San Giorgio a Magliaso, nel luganese. Da lì, protetto dall'imperatore, Landolfo usurpò numerose prerogative della chiesa di Como, infeudandone alcuni diritti e comportandosi come il legittimo titolare della cattedra. Questo a dispetto della scomunica lanciata su di lui da un concilio provinciale riunitosi nel 1098 a Milano, durante il quale fu confermata la condanna di Landolfo per simonia e gli venne intimato di abbandonare ogni pretesa sulla diocesi comasca.
Grimoldi consacrò nel 1117 la chiesa di Sant'Eufemia di Teglio. Sempre nello stesso anno traslò le spoglie di San Probino nella chiesa di Sant'Antonio abate intra moenia, che col tempo ne prese il nome. Trasferì anche i corpi di San Proto, San Giacinto e Santa Eugenia dalla Basilica di San Carpoforo. Dalla chiesa di Santa Margherita spostò nella cattedrale di Como le reliquie delle Sante vergini Liberata e Faustina.
Quando, nel 1118, l'imperatore tornò in Germania, i comaschi fecero arrestare Landolfo da Carcano ed uccisero due suoi nipoti, capitani milanesi. Questo episodio fu il casus belli che provocò lo scoppio della guerra decennale, nella quale Guido Grimoldi fu tra i protagonisti dello schieramento comasco. Nel 1122, quando il concordato di Worms pose termine alla lotta per le investiture, il vescovo di Como offrì la pace ai Milanesi, ma invano. Malato, Guido non vide la fine della guerra, in quanto morì a Como il 27 agosto 1125. Altre fonti indicano però come data di morte il 17 agosto.